# Walzerkrieg
Walzerkrieg ist ein prominent besetzter deutscher Spielfilm aus dem Jahre 1933. Unter der Regie von Ludwig Berger spielen Renate Müller, Willy Fritsch, Adolf Wohlbrück und Paul Hörbiger die Hauptrollen.

## Handlung
Wien, in der ersten Hälfte des 19. Jahrhunderts.
Joseph Lanner ist ein angesehener Walzerkomponist, der sich mit seinem eigenen Orchester große Beliebtheit beim Volk erspielt hat. Sein Erster Geiger Johann Strauß ist zwar noch weitgehend unbekannt, aber voller Ehrgeiz. Er will den Walzer nicht nur reformieren, sondern revolutionieren. So begehrt das Neue gegen das Alte auf, was rasch zu heftigen Auseinandersetzungen und Konfrontationen zwischen Lanner und seinem jugendlichen Herausforderer führt. Straußens Weisen stellen Lanners Musikverständnis auf den Kopf, und daher entzweien sich schließlich der arrivierte Orchesterleiter und der junge Strauß.
Die Kunde von dem noch längst nicht überall bekannten Tanz aus dem fernen Österreich dringt eines Tages bis an den englischen Königshof vor. Die jugendliche Queen ist bis über beide Ohren in einen charmanten deutschen Prinzen, Albert von Sachsen-Coburg und Gotha, verliebt und hofft, von ihm bald einen Heiratsantrag zu hören. Da dieser aber gar nicht daran denkt, die ersehnten Worte zu sagen, glaubt die Monarchin, ihn mit der neuen Musik und dem als gewagt geltenden Tanz eventuell locken zu können. Und so schickt Viktoria ihren königlichen Hofballmusikdirektor nach Wien, um genaueres über den Walzer und seinen Schöpfer zu erfahren. Der britische Emissär Sir Philips platzt mitten in die Kontroverse zwischen Lanner und Strauß, über die ganz Wien spricht.
Strauß und einige andere Lanner-Musiker wollen ihre eigene Wege gehen, da sich der Alte unbeirrbar und starrsinnig gibt. Er bleibt dem Neuen gegenüber völlig unaufgeschlossen. So gründen die „jungen Wilden“ schließlich ihr eigenes Orchester unter Leitung von Strauß. Um die entstandenen Lücken zu schließen, holt Joseph Lanner seine Tochter Katharina, genannt Katti in sein Ensemble. Begleitet wird sie von ihrer Mundharmonika spielenden Freundin Susi. Lanner und Strauß schenken sich nichts: sie spielen auch gnadenlos gegeneinander, etwa in zwei in unmittelbarer Nachbarschaft liegenden Weingärten. Aus dem Konkurrenzkampf entsteht allmählich ein ausgewachsener Walzerkrieg, Handgreiflichkeiten und Prügeleien inklusive. Sir Philips ist einerseits verwundert über die Temperamentsausbrüche, die die Walzermusik offenbar in vielen Menschen hervorruft, andererseits aber auch erfreut, glaubt er doch, dass man mit dieser Musik und diesem Tanz möglicherweise auch zwei royale Herzen emotional einander näher bringen könnte. Und so verpflichtet er kurzerhand den stürmischen Strauß nach London.
Um Strauß diesen Triumph nicht zu gönnen, entscheidet sich Lanners Tochter Katti, mit einer eigenen Damenkapelle nach England zu reisen, um dort den Walzerkrieg ganz im Sinne ihres betrübten Vaters fortzuführen. Unmittelbar vor einem Auftritt vor ihrer Majestät schließt Katharina Lanner Johann Strauß kurzerhand in sein Zimmer ein, damit dieser seinen Auftritt bei Hofe verpassen möge. Paukenspieler Gustl will jedoch eine Riesenblamage verhindern und verkleidet sich kurzerhand als Johann Strauß. Mit großem Geschick gelingt es ihm, das königliche Konzert zu einem vollen Erfolg zu dirigieren. Und endlich rafft sich auch Prinz Albert auf und bitte seine Königin um ihre Hand. Als Gustl jedoch am Ende des Konzerts aufgefordert wird, Viktoria eine improvisierte Neukomposition vorzutragen, gerät er arg ins Schwimmen. Ein Zufallsfund in seiner Rocktasche rettet ihn aus dieser zunächst ausweglos erscheinenden Bredouille: Er holt eine Serviette heraus, auf der einst Lanner eine bislang noch nicht veröffentlichte Komposition niedergekritzelt hatte. Diese führt er mit dem Strauß-Orchester vor.
Daheim in Wien erfährt Joseph Lanner davon. Außer sich vor Zorn, schleift er Strauß vor Gericht und bezichtigt ihn des Plagiats. Aus der heftig geführten und turbulenten Verhandlung entwickelt sich schlussendlich ein fulminanter Komponistenwettstreit zwischen Lanner und Strauß, in dem beide in trauter Zusammenarbeit den Radetzkymarsch komponieren. Dann herrscht endlich Frieden zwischen den beiden Hitzköpfen. Und schließlich werden auch Katti und Gustl ein Paar.

## Hintergrund
Die Dreharbeiten fanden vom 6. Juni bis zum Juli 1933 in den Ufa-Ateliers Babelsberg und deren Freigeländen in Potsdam statt.
Seine Uraufführung erlebte Walzerkrieg am 4. Oktober 1933 in Berlins Ufa-Palast am Zoo.
Zeitgleich wurde von dem Film eine französische Version hergestellt. Als Co-Regisseur und Produzent fungierte Raoul Ploquin. Die Rolle von Willy Fritsch übernahm Fernand Gravey, den Part von Renate Müller spielte Janine Crispin. Die Erstaufführung unter dem Titel La guerre des valses erfolgte am 12. Dezember 1933 in Frankreich.
Der jüdische Regisseur Ludwig Berger durfte den Film im wenige Monate zuvor nationalsozialistisch gewordenen Deutschland nur deshalb noch drehen, weil er aus seinem Vertrag nicht mehr entlassen werden konnte. In einem Vorstandsprotokoll der Ufa vom 29. März 1933 heißt es bezüglich der „Weiterbeschäftigung von jüdischen Mitarbeitern und Angestellten“ zu Ludwig Berger: „h) Regisseur Dr. Berger. Sein Vertrag soll, sobald der Film Walzerkrieg, in dem er Regie führen soll, beendigt ist, nicht verlängert werden, falls nicht aus anderen Gründen Lösung erfolgen muß.“
Günther Stapenhorst übernahm bei Walzerkrieg auch die Herstellungsleitung, Eduard Kubat die Produktionsleitung. Aufnahmeleiter war Otto Lehmann. Für den Ton zeichnete Fritz Thiery verantwortlich, die Filmbauten stammen von Robert Herlth und Walter Röhrig. Günther Anders assistierte Chefkameramann Carl Hoffmann. Der Schweizer René Hubert entwarf die Kostüme. Unmittelbar nach Ende der Dreharbeiten reiste er aus Hitler-Deutschland ab und ließ sich in den USA nieder. Auch für den deutsch-jüdischen Erfolgsautoren Robert Liebmann wurde Walzerkrieg die letzte Arbeit in seiner alten Heimat. Anschließend erhielt er keine Aufträge mehr, und er musste emigrieren.

## Kritiken
„Mit dem »Walzerkrieg« nimmt Berger das alte bewährte Thema des Wiener Films wieder auf: Musik, Walzerklänge, Tanz, süße Mädels und diesmal noch dazu der alte Radetzkymarsch. Dieses Wien ist doch ein ewiger Film. Nur hier wird Privat- und Weltgeschichte im lustigsten Milieu des heurigen Weins gemacht. Dieser Walzerkrieg ist ein lustiger Krieg, der zwischen Joseph Lanner und dem jüngeren Johann Strauß entbrennt um die größere Volkstümlichkeit, um die Liebe der Wiener Seele, um das Walzerkönigtum. Er führt von den Tanzgärten Wiens bis zu den Thronstufen der jungen englischen Königin Viktoria. Ludwig Berger löst den Film ganz und gar in Melodie, ins Musikalische auf. Tanzweisen und Lieder schwingen durch alle Szenen: »An der Donau, wenn der Wein blüht...« Selbst der Kameramann Karl Hoffmann hat im Dreivierteltakt gedreht, so daß Ton und Bild fröhlich und herzlich zu einer Einheit verschmelzen. Die schönste Szene im Film muß jeder Tonfilmhistoriker niederschreiben: wie der wütende Lanner auf den Holzschranken des Gerichts mit den Fingern einen Takt trommelt, wie der Angeklagte, Johann Strauß, ans Klavier springt, ihn weiterführt, und alle zwei mitten im Gerichtssaale den Radetzkymarsch improvisierend komponieren. Diese und andere musikalischen Höhepunkte verdanken wir dem Musiker Alois Melichar, der hier sein Debüt auf dem Gebiete des Films feiert.“

Kay Wenigers Es wird im Leben dir mehr genommen als gegeben … nannte Walzerkrieg einen „überaus schwungvollen Musikfilm über einen munteren Komponistenwettstreit im 19. Jahrhundert“ und erinnerte daran, dass der Film „ein überwältigender Kritiker- und Kassenerfolg“ wurde.
Das Lexikon des Internationalen Films urteilte über Walzerkrieg „Ein sympathisches Singspiel der Vorkriegs-Ufa in der Handschrift Ludwig Bergers“.
Anlässlich der Fernsehpremiere vom 30. Mai 1970 im ZDF zog der Evangelische Film-Beobachter folgendes Fazit: „Turbulente Liebes- und Verwechslungskomödie, die mit klangvollen Schauspielernamen aufwartet, aber aufgrund ihrer zeitbedingt pathetischen Darstellung nur noch als ‚alter deutscher Film‘ erlebt werden kann.“